# Eclyps
 (juin 2020).
Si vous disposez d'ouvrages ou d'articles de référence ou si vous connaissez des sites web de qualité traitant du thème abordé ici, merci de compléter l'article en donnant les références utiles à sa vérifiabilité et en les liant à la section « Notes et références ».
Eclyps est une pièce de théâtre écrite par Bryan Perro et représentée pour la première fois à Shawinigan en 2007. Elle contient, outre du théâtre, de la musique, de la danse, des arts et du cirque.